# Barbacenia celiae
Barbacenia celiae là một loài thực vật có hoa trong họ Velloziaceae. Loài này được Maguire miêu tả khoa học đầu tiên năm 1969.